# Stop the Clocks
Stop the Clocks es un álbum de la banda británica de rock Oasis, y salió a la venta el 20 de noviembre de 2006. Es un recopilatorio de Grandes Éxitos, en el cual los temas fueron elegidos por los propios miembros de la banda, y no incluye ningún tema nuevo o inédito, como se especulaba. De hecho hay una canción llamada "Stop the Clocks" que no fue incluida en el disco, y solo fue tocada en vivo un par de veces. Es un disco doble, y también es el álbum de Oasis que más copias vendió en Inglaterra desde Be Here Now. Ha vendido más de 3 millones de copias alrededor del mundo.

## Historia
El álbum se produjo debido a la finalización del contrato de Oasis con Sony BMG Music Entertainment. Noel Gallagher había dicho en numerosas ocasiones que no se grabaría ningún álbum de grandes éxitos a menos que la banda estuviera a punto de separarse. Sin embargo, en una entrevista con news.com.au en diciembre de 2005, Sony advirtió que tenían previsto grabar uno de todos modos, y que a pesar de las dudas de la banda, deberían hacerlo, para que las cosas no acabaran mal. Esto se aclaró en diciembre de 2006, cuando Noel dijo en una entrevista a la NME que Oasis no volvería a firmar contrato con Sony, y que por eso la discográfica decidió lanzar un grandes éxitos.
Para hacer frente a la preocupación de los fanes de que la banda se separase, sobre la base de anteriores comunicados de Noel Gallagher, el comunicado de prensa que anunciaba el álbum confirma que “no es más que un merecido descanso que la banda se tomaba, antes de empezar a trabajar en nuevo material, destinado a similares contenidos de éxito en el futuro. Por lo tanto, no se trata de un punto, sino que se limita a un tiempo de espera, en la que se pretende que se observe la contribución que Oasis hizo y espera seguir haciendo al Rock”.
Para celebrar el lanzamiento de disco, Oasis dio a conocer su primer documental, titulado Lord Don’t Slow Me Down, grabado durante la gira mundial de Don’t Believe The Truth, entre mayo de 2005 y marzo de 2006. Fue estrenada en noviembre de 2006, e incluía una selección de imágenes de casas, cines y teatros, a los ganadores de las competencias de fanes y a la prensa, todo relacionado al Tour. También se emitió por el canal 4 de Reino Unido.
El álbum debutó como número 2 en las listas de Reino Unido, vendiendo 12.000 copias en su primer día, y 216.000 en su primera semana a la venta, lo que no alcanzó para remover del primer lugar a la boy-band Westlife, con su CD The Love Álbum. Stop the Clocks debutó en el puesto #89 en Estados Unidos, en la Billboard 200, a partir de 18.000 unidades vendidas. Logró entrar como #1 en el Japanse Oricon Álbum Charts, de Japón, con 87.642 copias vendidas en su primera semana. El álbum vendió alrededor de 2,5 millones de copias en todo el mundo, 1,2 millones solo en Inglaterra.

## Canciones
Stop the Clocks se centra en gran medida en los dos álbumes más populares de la banda: Definitely Maybe y (What's the Story) Morning Glory?, contribuyendo cada uno con cinco pistas, y cuatro lados B incluidos también en el álbum The Masterplan. Solo aparecen dos canciones de Don’t Believe The Truth, una canción de Standing on the Shoulders of Giants y Heathen Chemistry, respectivamente. Be Here Now se ve completamente ignorado.
Cuando se anunció la grabación de Stop the Clocks por primera vez, en julio de 2006, enseguida se empezó a hablar de canciones inéditas, y un track homónimo al disco. La canción "Stop the Clocks" existe, pero Noel Gallagher dijo en un período entre las sesiones del álbum que no se incluiría en el mismo porque la banda no estaba de acuerdo con algunas de las muchas versiones que habían grabado.
Gallagher también confirmó que el título elegido era lo que el álbum representaba, un tiempo de espera para mostrar al mundo su nuevo material, con el que pretendían seguir contribuyendo al rock. También dijo que Stop the Clocks era el título original que pretendían colocar al material que grabaron a principios de 2004, el cual terminó llamándose Don’t Believe The Truth. Noel agregó además, que fue abordado por la inclusión de nuevas canciones en el álbum, pero que eso los alejaría de la sensación de retrospectiva que buscaban con él. 
Noel dijo a la NME en septiembre de 2006 que recogió las pistas del álbum, y que hubo ocho canciones “que deberían ser, pero no son”. Explicó que su visión original eran 12 pistas para un álbum de un CD, pero, después de observar una lista de 30 pistas, se terminaron las canciones. 

«He tenido discusiones con la gente sobre el listado de canciones, pero alguien tenía que elegirlas, y finalmente las elegi. Sin embargo, debe significar que somos bastante buenos, si es que se está discutiendo sobre las canciones que no están en el álbum. ¡Es genial!».
Noel Gallagher.

Durante una entrevista con Radio 1 en octubre de 2006, y luego en una entrevista con el periódico The Sun, Liam Gallagher, que se acredita haber escrito Songbird y que esta esté incluida en el álbum, afirmó que estaba feliz con las canciones que Noel había escogido para el álbum, aunque agrega que él hubiera agregado "Don't Go Away" y "Rockin’ Chair". Noel respondió que "D’You Know What I Mean?" iba a ser incluida hasta el momento que estaba siendo regrabado: "La duración de la pista iba a alterar el flujo del álbum".
Las canciones que a la banda le hubiera gustado que estén incluidas fueron "Cast No Shadow", "Gas panic!" Y "Little by Little"; ya que pensaron que el registro de las canciones no seguía la línea de los otros incluidos en los CD. Noel también ha dicho que le hubiera gustado encontrar un lugar para “Fade Away”, “(It’s Good) To Be Free”, Let There Be Love y “Listen Up”.
Una edición especial japonesa, que salió a la venta al año siguiente, cuenta con una variedad de Lados B que habían sido lanzados en los últimos años, como “Eyeball Ticker” y “Let`s All Make Believe”.

## Lista de temas
Todas las canciones escritas por Noel Gallagher, excepto Songbird de Liam Gallagher. 

### Disco 1
| N.º | Título                         | Álbum                                    | Duración |  |
| 1.  | «Rock 'n' Roll Star»           | Definitely Maybe (1994)                  | 5:23     |  |
| 2.  | «Some Might Say»               | (What's the Story) Morning Glory? (1995) | 5:29     |  |
| 3.  | «Talk Tonight»                 | The Masterplan (1998)                    | 4:24     |  |
| 4.  | «Lyla»                         | Don’t Believe The Truth (2005)           | 5:10     |  |
| 5.  | «The Importance Of Being Idle» | Don’t Believe The Truth (2005)           | 3:40     |  |
| 6.  | «Wonderwall»                   | (What's the Story) Morning Glory? (1995) | 4:18     |  |
| 7.  | «Slide Away»                   | Definitely Maybe (1994)                  | 6:32     |  |
| 8.  | «Cigarettes & Alcohol»         | Definitely Maybe (1994)                  | 4:50     |  |
| 9.  | «The Masterplan»               | The Masterplan (1998)                    | 5:22     |  |

### Disco 2
| N.º | Título                     | Álbum                                     | Duración |  |
| 1.  | «Live Forever»             | Definitely Maybe (1994)                   | 4:37     |  |
| 2.  | «Acquiesce»                | The Masterplan (1998)                     | 4:29     |  |
| 3.  | «Supersonic»               | Definitely Maybe (1994)                   | 4:44     |  |
| 4.  | «Half the World Away»      | The Masterplan (1998)                     | 4:21     |  |
| 5.  | «Go Let It Out»            | Standing On The Shoulder Of Giants (2000) | 4:38     |  |
| 6.  | «Songbird»                 | Heathen Chemistry (2002)                  | 2:07     |  |
| 7.  | «Morning Glory»            | (What's the Story) Morning Glory? (1995)  | 5:03     |  |
| 8.  | «Champagne Supernova»      | (What's the Story) Morning Glory? (1995)  | 7:30     |  |
| 9.  | «Don't Look Back in Anger» | (What's the Story) Morning Glory? (1995)  | 4:47     |  |

### Edición Japonesa
| N.º | Título              | Álbum                                    | Duración |  |
| 10. | «Roll With It»      | (What's the Story) Morning Glory? (1995) | 3:59     |  |
| 11. | «Let There Be Love» | Don’t Believe The Truth (2005)           | 5:31     |  |

### iTunes Bonus Track
| N.º | Título      | Duración |  |
| 3.  | «Acquiesce» | 4:38     |  |

### Bonus DVD HMV Exclusivo
Bajo órdenes de HMV.com.uk, se entregó por tiempo limitado en Inglaterra un DVD con dos canciones en vivo (Fade Away en vivo en el Metro de Chicago, 1994, y Champagne Supernova en vivo en Knebworth). También en el DVD se incluía una entrevista con el tráiler de Lord Don’t Slow Me Down.

### Stop the Clocks EP
En las tiendas Best Buy, en la versión regular de dos discos se incluía un Long Play de Stop the Clocks, con las siguientes canciones:
- Acquiesce
- Cigarettes & Alcohol (demo)
- Some Might Say (en vivo, 1995)
- The Masterplan

### Edición Limitada
Junto con el álbum regular, también se lanzó una serie de edición limitada, que incluye un folleto de 32 páginas, un DVD con 40 minutos para desbloquear en el que se ve a Liam y Noel hablando de las canciones del álbum, el tráiler más largo del documental Lord Don’t Slow Me Down, Champagne Supernova con John Squire en vivo desde Knebworth en agosto de 1996, Fade Away desde el Metro de Chicago en octubre de 1994, y una galería de fotos, con la canción The Masterplan de fondo.

## Arte de portada
La portada fue diseñada por Sir Peter Blake, más conocido por haber sido quien diseñó la tapa del álbum de The Beatles Sgt. Pepper's Lonely Hearts Club Band.
Según Blake, todos los objetos que forman la portada fueron escogidos al azar, pero dice haberse inspirado bastante en las tapas de Sgt. Pepper y Definitely Maybe. Se pueden reconocer varios iconos de la cultura, como Dorothy de El Mago de Oz, Michael Caine (en sustitución de la imagen original de Marilyn Monroe, que no pudo ser usada por motivos legales), y los siete Enanitos de Blancanieves. 
Blake también reveló que la imagen que se ve en el disco no es el diseño original. La imagen fue presentada en la tienda “Grany Takes a Trip”, en el Kings Road de Chelsea, Londres.